# 北塔林

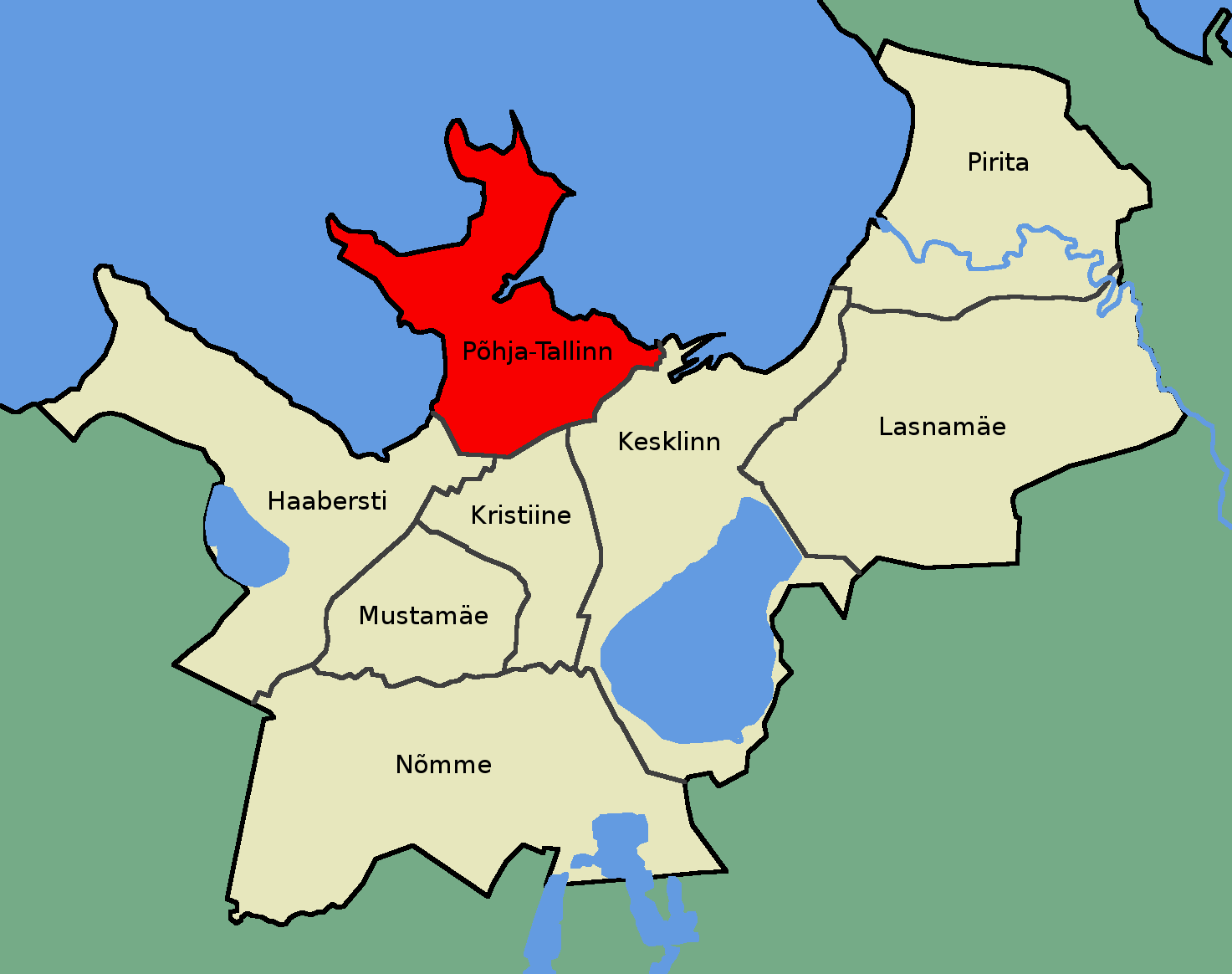
北塔林區在塔林的位置（红色部分）

北塔林是愛沙尼亞首都塔林下轄的八個市區之一。北塔林下分為9個分區。俄羅斯人和愛沙尼亞人的比例在該區相當。2014年11月，北塔林有人口58,926人。

## 外部連結
- 官方网站